# Serhij Walajew
Serhij Wałentynowycz Walajew, ukr. Сергій Валентинович Валяєв (ur. 16 września 1978 w Makiejewce w obwodzie donieckim, Ukraińska SRR) – ukraiński piłkarz grający na pozycji pomocnika, reprezentant Ukrainy, trener piłkarski.

## Kariera piłkarska

### Kariera klubowa
W 1995 rozpoczął karierę piłkarską w drugoligowym klubie Szachtar Makiejewka, skąd w następnym sezonie przeniósł się do Dnipra Dniepropetrowsk. W sezonie 2003/2004 został wypożyczony do Krywbasa Krzywy Róg. W 2005 jako wolny agent podpisał kontrakt z Metalistem Charków. 17 lipca 2012 przeszedł do Howerły Użhorod, ale już po tygodniu przeniósł się do Arsenału Kijów. W sierpniu 2013 został piłkarzem Heliosu Charków, w którym zakończył karierę piłkarza.

## Kariera reprezentacyjna
19 listopada 2008 roku debiutował w narodowej reprezentacji Ukrainy w wygranym 1:0 meczu towarzyskim z Norwegią. Łącznie rozegrał 3 gry reprezentacyjne, strzelił 1 bramkę.

## Kariera trenerska
Po rozstaniu z wyczynowym uprawianiem sportu pozostał przy futbolu jako trener. Od stycznia do 2 lipca 2016 prowadził FK Nikopol-NPHU. Potem trenował Metalist Junior Charków. 8 maja 2018 został mianowany na stanowisko głównego trenera klubu Metalist 1925 Charków. 11 września 2018 został zwolniony z zajmowanego stanowiska.

## Sukcesy i odznaczenia

### Sukcesy klubowe
- brązowy medalista Mistrzostw Ukrainy: 2001, 2007, 2008, 2009, 2010